# Petan
Petan (mađ. Pettend) je selo u južnoj Mađarskoj.
Zauzima površinu od 5,98 km četvornih.

## Zemljopisni položaj
Nalazi se na 46° sjeverne zemljopisne širine i 17° 42' istočne zemljopisne dužine. Kisdobsza je 3 km sjeverozapadno, Dopsa je 1,5 km sjeverozapadno, Nemeška je 1,5 km sjeveroistočno, Kistamási je pola km istočno-sjeveroistočno, Meljek je 1 km južno, a Ujfaluba je 1,5 km južno.

## Upravna organizacija
Upravno pripada Sigetskoj mikroregiji u Baranjskoj županiji. Poštanski broj je 7972. 

## Povijest
Petan se u 1330. spominje kao Peten u povijesnim dokumentima.

## Promet
1,5 km sjeverozapadno od sela prolazi željeznička prometnica.

## Stanovništvo
Pokloša ima 170 stanovnika (2001.). Većina su Mađari, a Roma, koji u selu imaju manjinsku samoupravu, čine više od trećine. 2/3 stanovnika su katolici, nešto više od 1/6 su kalvinisti.

## Vanjske poveznice
- Petan na fallingrain.com